# Dun Scolpaig Tower

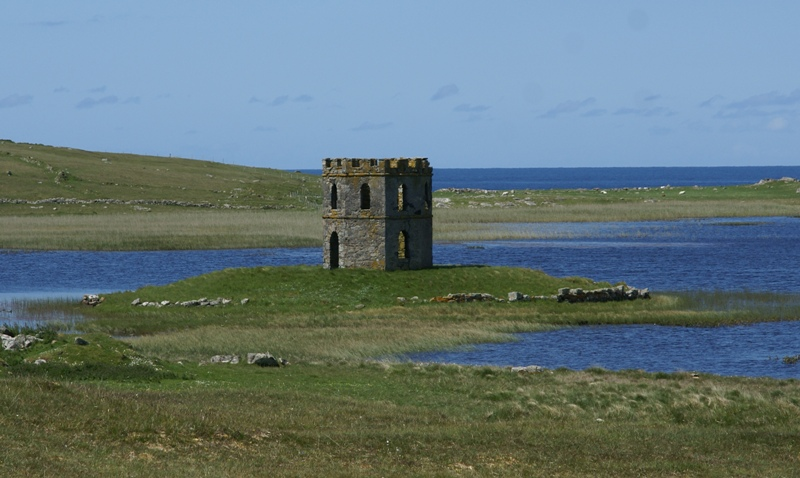
Dun Scolpaig Tower.

Dun Scolpaig Tower, ook Scolpaig Tower en MacLeod's Folly genaamd, is een negentiende-eeuwse folly in georgiaanse stijl, staande in Loch Scolpaig op North Uist, een van de Schotse Buiten-Hebriden. Dun Scolpaig Tower is een Categorie B-monument.

## Geschiedenis
In de jaren dertig van de negentiende eeuw legde Alexander Macleod (an Dotair Ban) het Loch Scolpaig grotendeels droog en bouwde op een klein eiland in het meer, op de plaats van de broch (of in ieder geval een dun) Dun Scolpaig, een toren. Van de broch is niets meer over. Een non-invasief onderzoek in 2000 wees uit dat op het eiland wellicht een crannog stond.

## Bouw
Dun Scolpaig Tower is een octagonale toren van twee verdiepingen. De balustrade is voorzien van kantelen. Eromheen bevindt zich aan de rand van het eiland een lage muur. De stenen van zowel de toren als van de muur zijn afkomstig van de broch. De toegang bevindt zich aan de zuidzijde. De constructie heeft geen dak meer. Zowel de toegang als de ramen zijn voorzien van ronde bogen. De stenen dam naar het eiland toe kan onder water staan.